# Philippe Rondot
Philippe Rondot (ur. 5 października 1936 w Nancy, zm. 31 grudnia 2017 w Fléty) – francuski generał, wieloletni pracownik wywiadu. Współpracował zarówno z wywiadem krajowym DST, jak i zagranicznym DGSE – dwoma tradycyjnie konkurującymi służbami.

## Wczesne życie
Philippe Rondot urodził się w Nancy w 1936 r. W 1965 r. Ukończył École Spéciale Militaire de Saint-Cyr.

## Kariera
Rondot wstąpił do SDECE (przodek obecnego DGSE) w 1965 roku, a pod koniec lat 70. dołączył do DST. Brał udział w schwytaniu „Szakala” w Sudanie w 1994 roku.
W trakcie swojej kariery prowadził szczegółowy dziennik w którym notował tajne informacje dotyczące działań francuskiego wywiadu oraz podsumowania poufnych rozmów dotczących się na najwyższych szczeblach władzy. Zostały one zajęte przez francuski wymiar sprawiedliwości na potrzeby śledztwa związanego z aferą Clairstream, a we wrześniu 2009 zostały opublikowane przez Libération.
Rondot został Wielkim Oficerem Legii Honorowej w 2006 roku.

## Śmierć
Rondot zmarł 31 grudnia 2017 r. w swojej posiadłości w Fléty.

## Dzieła
- La Syrie, Presses universitaires de France, Paryż, 1978 ISBN 2-13-045509-3.
- L’Irak, Presses universitaires de France, Paryż, 1979 ISBN 2-13-046840-3.
- La Jordanie, Presses universitaires de France, Paryż, 1980 ISBN 2-13-036345-8.
- Les projets de paix arabo-israéliens, École des hautes études en sciences sociales, Paryż, 1980 (thèse universitaire).
- Le Proche-Orient à la recherche de la paix, 1973-1982, Presses universitaires de France, Paryż, 1982 ISBN 2-13-037518-9.
- Le Parti Ba’th, École des hautes études en sciences sociales, Louvain-la-Neuve, Centre de Recherches sur le monde arabe contemporain, 1984.